# Chevrolet Silverado
De Chevrolet Silverado is een pick-up van het Amerikaanse automerk Chevrolet. De Silverado werd in 1999 geïntroduceerd als de opvolger van de Chevrolet C/K. De Chevrolet Silverado ontleent zijn naam aan het plaatsje Silverado, wat in Californië ligt.
De Silverado productielijn bestaat uit lichte pick-ups (1500 en 2500), middelzware pick-ups (3500, 4500, 5500 & 6500), Heavy Duty versies (1500 t/m 6500 HD) en chassis cabine's. GMC verkoopt de Silverado ook, maar als de GMC Sierra. De Sierra en de Silverado zijn vrijwel identiek, maar zijn de onderscheiden door een andere voorkant en interieur.  
Er zijn sinds 1999 meer dan 12 miljoen exemplaren verkocht.
De concurrenten van de Silverado zijn de Dodge Ram, Ford F-Series, Toyota Tundra en de Nissan Titan.

## Geschiedenis
Chevrolet gebruikt de naam Silverado al sinds 1975, als meest luxe versie van de Chevrolet C/K. GMC deed dit ook, en noemde zijn meest luxe pick-up de GMC C/K Sierra. De C/K Sierra kreeg meerdere versies, zoals de Sierra, Sierra Classic, Sierra Grande en High Sierra. 
In 1988 werd het GMT400 platform gelanceerd. Bij de introductie besloot GMC de C/K productie te beëindigen en zich alleen maar te focussen op de Sierra. Chevrolet besloot dit niet te doen en hielt de C/K tot 1998 in productie, pas daarna werd er huidige Silverado geïntroduceerd. 
In 2018 presenteerde Chevrolet de middelzware Silverado. In tegenstelling tot de kleinere Silverado's word dit model niet aangeboden door GMC. De middelzware Silverado's dienen als opvolger van de GMC Kodiak en zijn de enige middelzware pick-ups binnen General Motors. Navistar International Corporation verkoopt dit voertuig ook onder licentie als de International CV.

## Eerste generatie (1998-2007)
De Chevrolet Silverado werd in 1998 gepresenteerd als het 1999 model. Het eerste jaar werden alleen maar lichte pick-ups (1500) geproduceerd, aangezien Chevrolet de C/K middelzware en zware pick-ups tot 2000 in productie bleven. De nieuwe Silverado werd op het GMT800 platform gebouwd waar o.a. ook de Chevrolet Suburban en Cadillac Escalade op zijn gebouwd. In 2000 beëindigde Chevrolet de productie van de C/K en werden er verzwaarde Silverado's op de markt gebracht, dit waren de 1500 HD, 2500 HD en de 3500.  
In 1998 werden er alleen maar Silverado's met een enkele en verlengde cabine geleverd. De motoropties waren een 4.3 L Vortec 4300 V6, een 4.8 L Vortec 4800 V8 en een 5.3 L Vortec 5300 V8. In 2000 kwam er een dubbele cabine en een nieuwe motor op de markt. De nieuwe motor, een 6.0 L Vortec 6000, was alleen maar beschikbaar voor de HD pick-ups.  

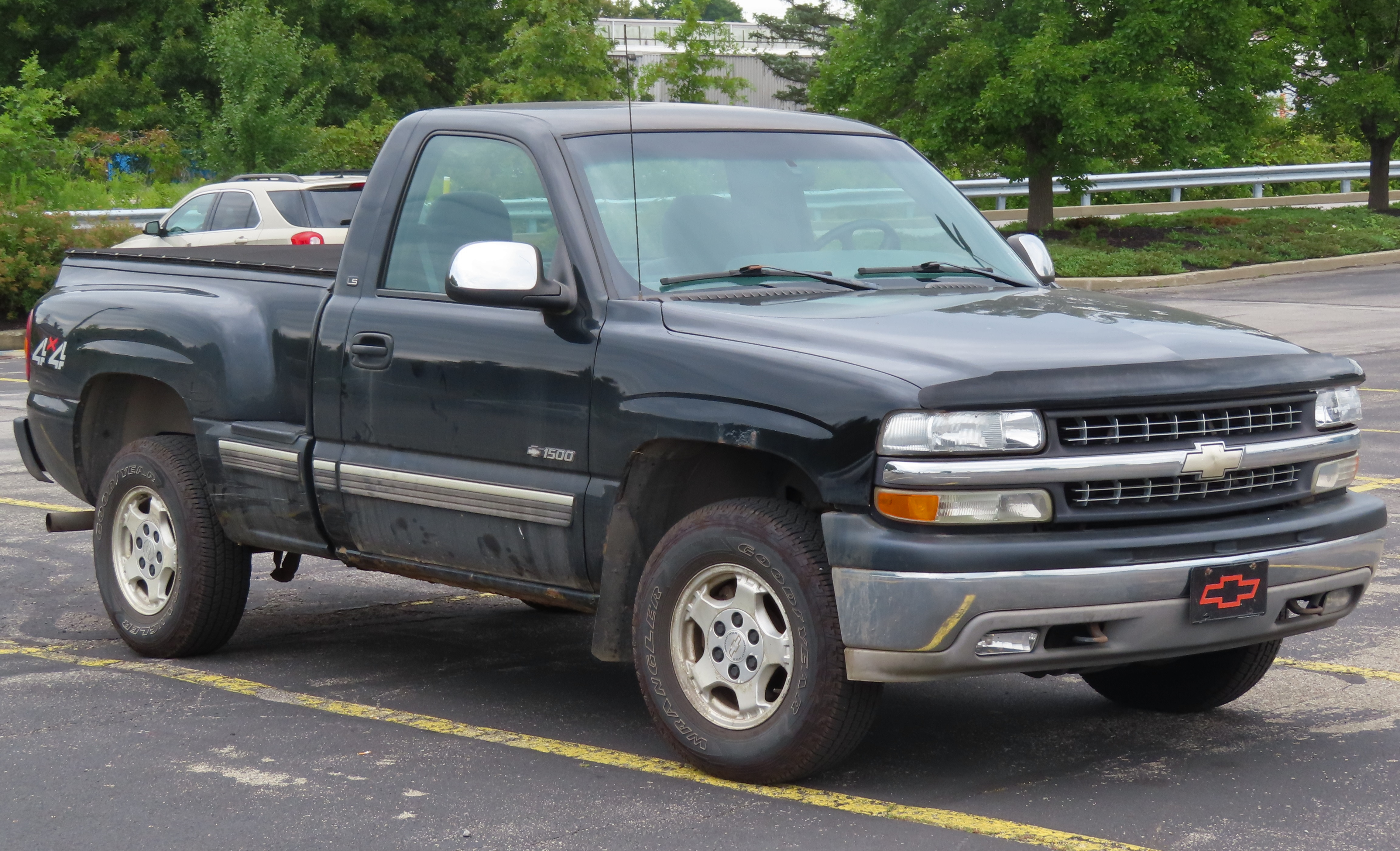
Een Chevrolet Silverado 1500 uit 2002.

In 2003 kreeg de Silverado een facelift waarbij er een nieuwe voorkant kwam en nieuwe aanpassingen aan het interieur werden gedaan. Verder werd de 5.3 L motor aangepast om op E85 te kunnen lopen. Ook presenteerde Chevrolet de Silverado SS in 2003. De Silverado SS was gebaseerd op een standaard Silverado met een verlengde cabine, maar kreeg een krachtigere motor, een beter versnellingsbak, betere vering en ophanging en 20-inch aluminium wielen.  
In 2004 kwam de Vortec High Output op de markt. Dit was ook een aangepaste versie van de Silverado, die oorspronkelijk voor de Texaanse markt bedoeld was, maar uiteindelijk in de gehele VS beschikbaar was. De Vortec High Output kreeg vrijwel dezelfde snufjes als de SS, maar kreeg een uitgebreidere keuze aan veringen, kleuren en interieurvoorzieningen. Ook lanceerde Chevrolet een hybride-versie van de Silverado in 2004. De Silverado Hybride was hiermee het eerste hybride-voertuig van General Motors. Het voertuig kon niet op elektriciteit rijden, maar kreeg een automatische start/stop functie en de auto schakelde zichzelf uit zodra het stopte met rijden.  
In 2006 kreeg de Silverado een nieuwe facelift, waarbij het woord 'CHEVROLET' op de achterklep werd vervangen door een logo. Verder kwam er een nieuwe versie van de SS als eerbetoon aan de overleden NASCAR-racer Dale Earnhardt. De Intimidator SS was in feite een normale SS, maar kreeg extra voorzieningen als een spoiler, hoofdsteunen met een embleem en speciale logo's. Er zijn in totaal maar 933 voertuigen uit deze serie gebouwd.  

## Tweede generatie (2007-2013)
Eind 2006 werd de tweede generatie van de Silverado gepresenteerd. De vernieuwde Silverado kreeg een compleet ander interieur, exterieur, platform en motors. Ook werd het voertuig wat meer aerodynamisch door zijn wat rondere vormen. De eerste generatie van de Silverado bleef tot eind 2007 in productie, maar om verwarringen te voorkomen werd het hernoemd als Silverado Classic.  
Net als de vorige generatie kreeg de nieuwe Silverado een enkele, verlengde en dubbele cabine. Ook waren er tweewiel- als vierwielsaandrijving beschikbaar. In 2007 werd het voertuig uitgeroepen tot het beste voertuig van het jaar volgens de North American Truck of the Year en Motor's Trend.
In 2008 gebeurde er vrijwel niets aan de Silverado, pas tegen het einde van het jaar lanceerde GM de Silverado Hybride en werd de verkoop van handgeschakelde Silverado's in de VS en Canada opgeheven.  
In 2009 kreeg de Silverado een kleine facelift, waarbij de voorkant werd aangepast, een nieuwe automatische transmissie kwam en nieuwe opties voor de luxere modellen vrijkwamen zoals een achteruitrijcamera, Bluetooth, remcontrole voor aanhangers, nieuwe motoren en verbeterde banden. Sommige van deze opties werden standaard geleverd op bepaalde Silverado's. Ook konden kopers kiezen tussen twee soorten interieurs. De eerste was een luxe interieur inclusief middenconsole en de tweede was een heel simpel interieur, waarbij de middenconsole werd weggelaten voor een extra zitplaats.  
In 2010 volgde er nog een grote aanpassing, waarbij er een nieuwe automaat kwam, nieuwe kleuren beschikbaar waren en een nieuw Z71 pakket beschikbaar kwam. Het Z71 pakket bevatte een aangepaste grille, gekleurde deurhendels en spiegels (normaal waren deze standaard zwart) en speciale logo's. 
In 2011 kregen alle HD Silverado's een nieuwe stalen frame, een grotere motor en een betere transmissie. Verder kwam er een nieuwe vering en ophanging, waardoor het makkelijker werd op zware objecten te transporteren.  
In 2012 kreeg de Silverado een nieuwe grille, een nieuw navigatiesysteem, stabiliteitscontrole voor aanhangers, startassistentie en gekoelde stoelen.  
In 2013 werd de Silverado Hybride opgeheven, samen met andere hybridevoertuigen van GM, door de lage verkoopcijfers. 

## Derde generatie (2013-2019)

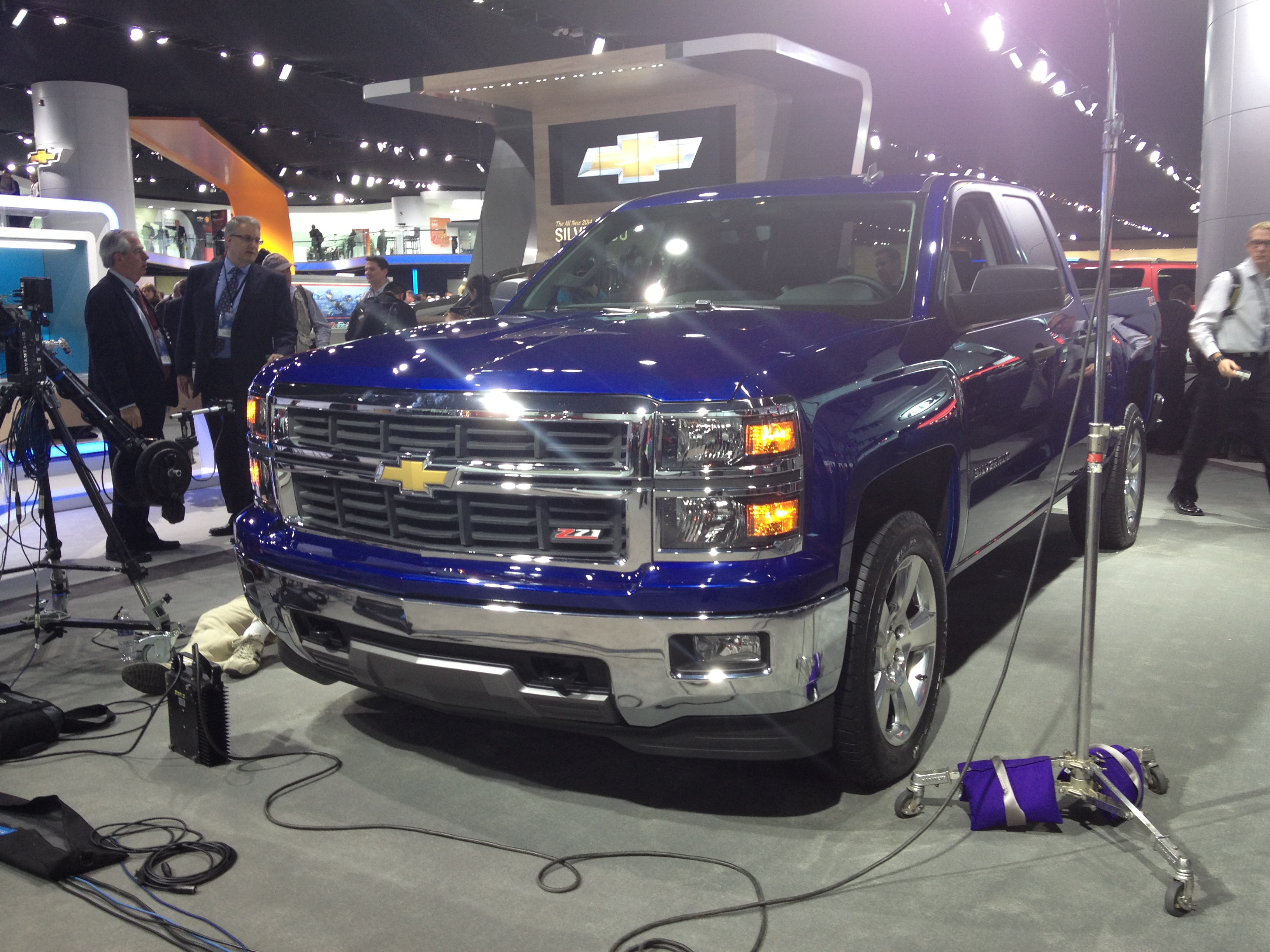
Het promotiemodel van de derde generatie Chevrolet Silverado

In 2012 werd de opvolger van de tweede generatie gepresenteerd op de North American International Auto Show. De nieuwe Silverado werd (net als alle andere grote pick-ups en SUV's van GM) op het nieuwe GMT K2XX platform gebouwd. De Silverado werd aanvankelijk alleen maar geleverd met een benzinemotor.  
Nieuw op de Silverado was het nieuwe Chevrolet MyLink informatiesysteem. Het informatiesysteem omvatte Bluetooth speakers, handsfree telefoon, USB aansluitingen voor Apple producten en een Bose audiosysteem.  
Het onderstel, cabine en laadbak waren van staal gemaakt en de motorkap en motor waren van aluminium gemaakt.  
Op 29 april 2013 werd de eerste Silverado geproduceerd en niet lang daarna gingen ze de verkoop in. De HD versie van de Silverado werd voor het eerst in 2014 geproduceerd. Ook werden er in 2014 370.000 Silverado's en Sierra's teruggeroepen omdat een softwarefout de motor in brand kon zetten.
In 2014 werd ook de Silverado High Country geïntroduceerd. Deze type Silverado was een topluxe variant en moest Chevrolet's aandeel in de luxe vrachtwagenmarkt worden. Op 14 januari 2014 werd de Silverado samen met de Corvette uitgeroepen tot voertuig van het jaar door de North American Auto Show. Ook introduceerde Chevrolet de Silverado SSV in 2014. Dit was een speciale versie van de Silverado die voor politiegebruik was bedoeld. De SSV werd met speciale oliekoelers, extra accu's en betere remmen. 
In 2015 werd de Silverado in de Filipijnen geïntroduceerd. Het uiterlijk van het voertuig bleef hetzelfde en er kwamen meerdere aanpassingen aan de motor en het interieur. De zwaardere Duramax motoren kregen een nieuwe automaat en aanpassingen voor het trekken van aanhangers. De 2500 en 3500HD versies kregen een nieuw informatiesysteem en een 110 volt stekker.  

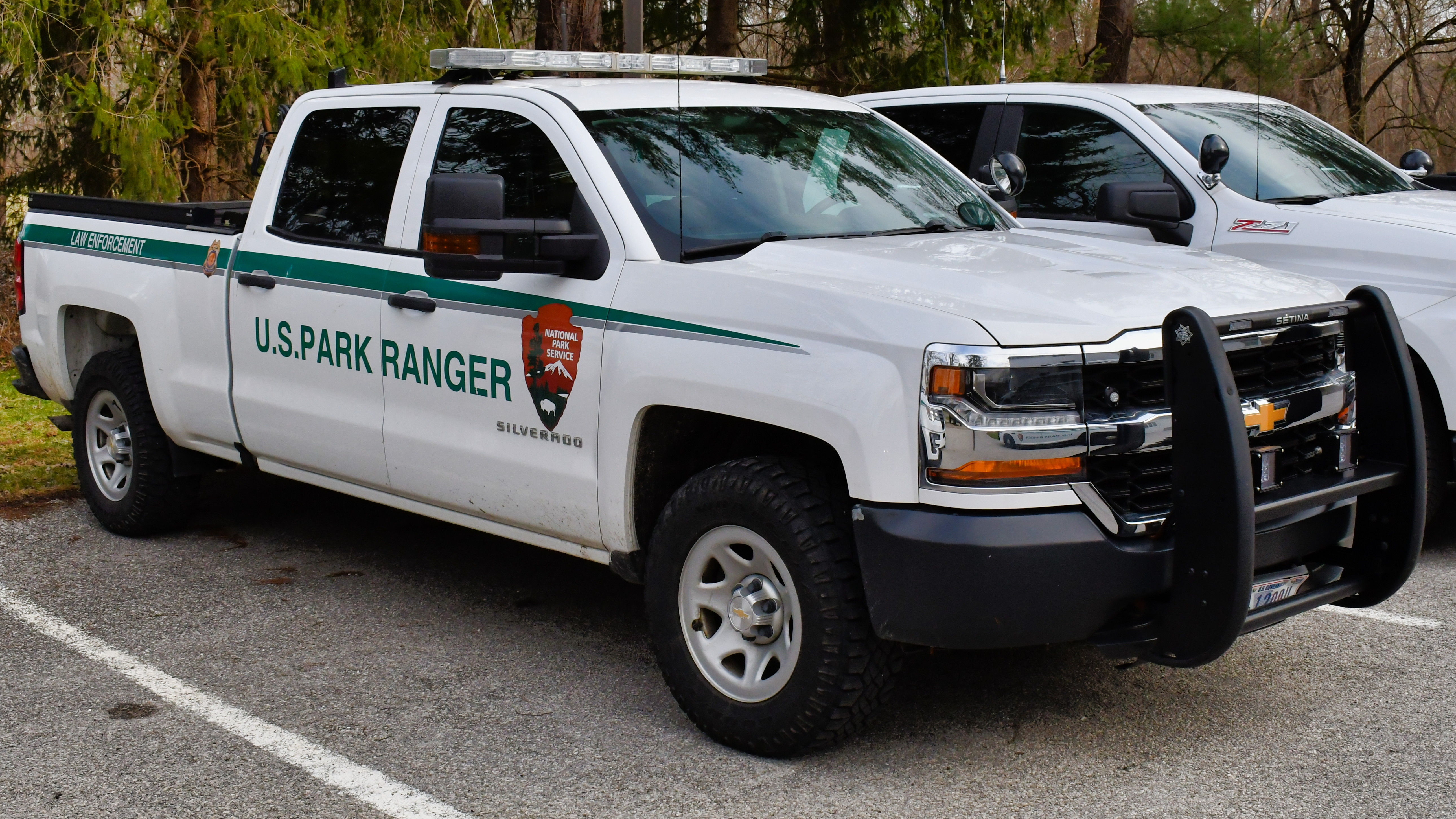
Een Chevrolet Silverado SSV van de U.S. Park Rangers

Later dat jaar kwamen er ook Silverado's die op CNG konden rijden en alle Silverado's kregen het nieuwe OnStar veiligheidssysteem van Chevrolet. 
In 2016 kreeg de Silverado 1500 een facelift. De Silverado kreeg een nieuw front, dat van de Chevrolet Colorado was afgeleid. De HD versies behielden wel het oude front. Verder kwam er een nieuw informatiesysteem dat zowel op AppleCarPlay als AndroidAuto kon werken. Silverado's die met een middenconsole geleverd werden, konden uitgerust worden met een draadloze oplader. 
In 2017 kregen Silverado's met een 6.6L Duramax motor een nieuwe motorkap met een luchtinlaat. Alle Silverado's die op benzine liepen, kregen een doploos tanksysteem. Verder kwamen er wat kleine aanpassingen aan het informatiesysteem, inclusief een gordel-alarm en een tienermodus. In Californië, Hawaï, Oregon en Washington konden Silverado's uitgerust worden met een dynastart. Deze optie was alleen mogelijk op de standaard 5.3 V8 motor.

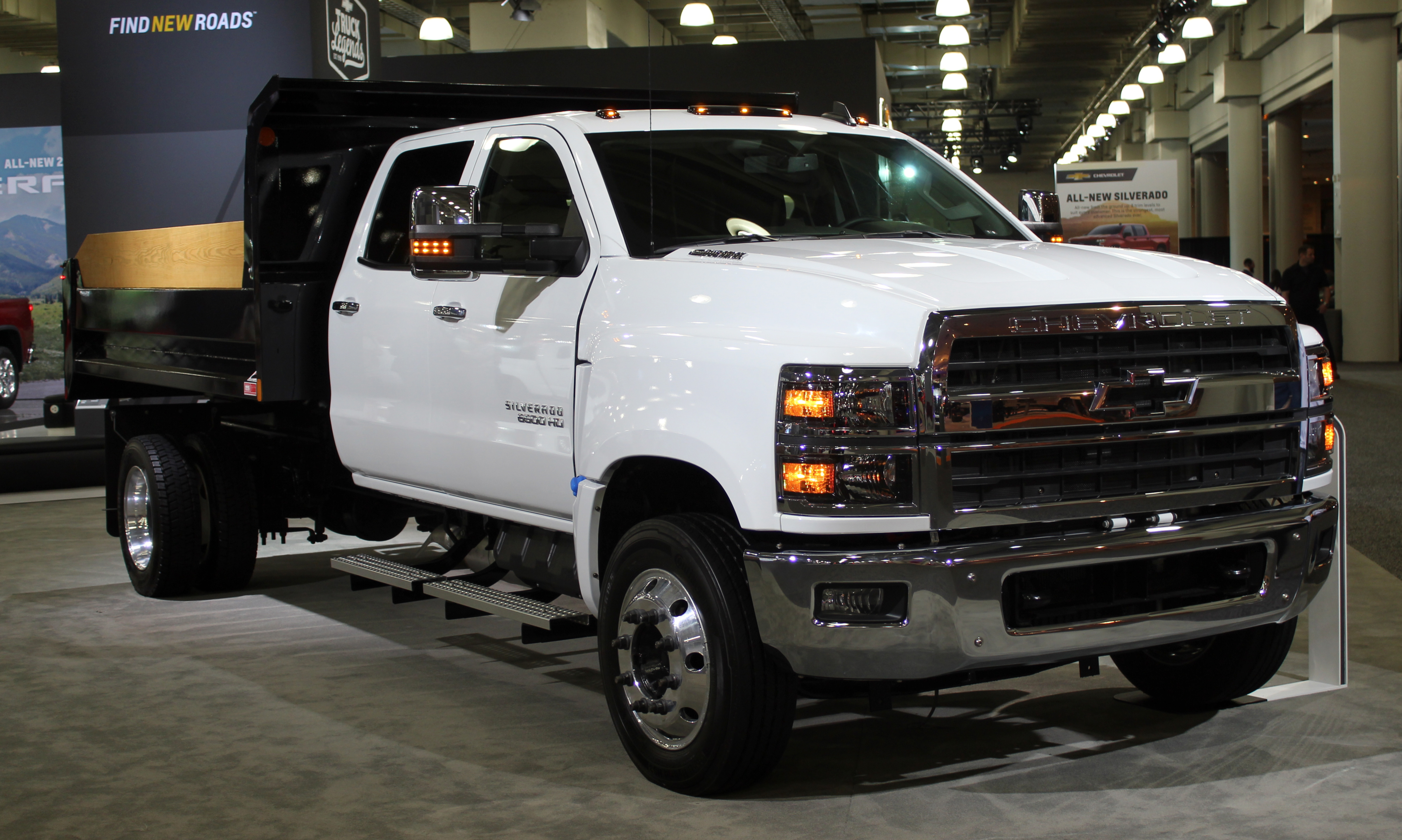
Een Silverado 6500 HD

In 2018 werd de Chevrolet Silverado in Australië geïntroduceerd. De Silverado werd door Holden geproduceerd en kreeg enkele aanpassingen om aan de eisen van Australië te voldoen, één daarvan was dat het stuur rechts zat in plaats van links. Er werden alleen 2500 en 3500HD versies verkocht. Om het 100-jarig bestaan van Chevrolet trucks te vieren, bracht Chevrolet een speciale versie van de Silverado uit. De Centennial Silverado werd in het donkerblauw geleverd en kreeg speciale Chevrolet logo's.
In 2019 begon de productie van de vierde generatie al. De derde generatie bleef echter tot het eind van dat jaar in productie en werd hernoemd als Chevrolet Silverado LD (Light-Duty). In 2019 introduceerde Chevrolet de middelzware Silverado. Deze Silverado dient alleen als vrachtwagen en word daarom alleen als chassis cabine geleverd. Navistar International Corporation brengt dit type Silverado als International CV uit op de internationale markt.   

## Vierde generatie (2018-heden)
De vierde generatie werd eind 2017 op de Texas Motor Speedway gepresenteerd. De productie begon in 2018 en in augustus dat jaar gingen de eerste Silverado's de verkoop in. De nieuwe Silverado kreeg een geheel nieuw uiterlijk. Het Chevrolet-logo op de achterklep werd vervangen door het woord 'CHEVROLET', dit kon ook bij de grille gedaan worden als extra optie. 
De nieuwe Silverado werd ook in Oceanië verkocht door Holden Special Vehicles, compleet aangepast met het stuur rechts. 
De Silverado werd in acht verschillende versies geleverd, met elk een eigen scala aan opties en voorzieningen. De simpelste versie was de WT en was een standaard fabrieksmodel zonder enige luxe. Het meest luxe model was de High Country, met leren afwerking en allerlei andere voorzieningen. Alle versies werden voorzien van een informatiesysteem dat met Apple CarPlay, Bluetooth en Android Auto overweg kon. Als extra opties kon het informatiesysteem ook met GPS, satellietradio, Wi-Fi en zeven speakers uitgerust worden. Daarnaast waren er ook opties als keyless entry en een start/stopsysteem. 

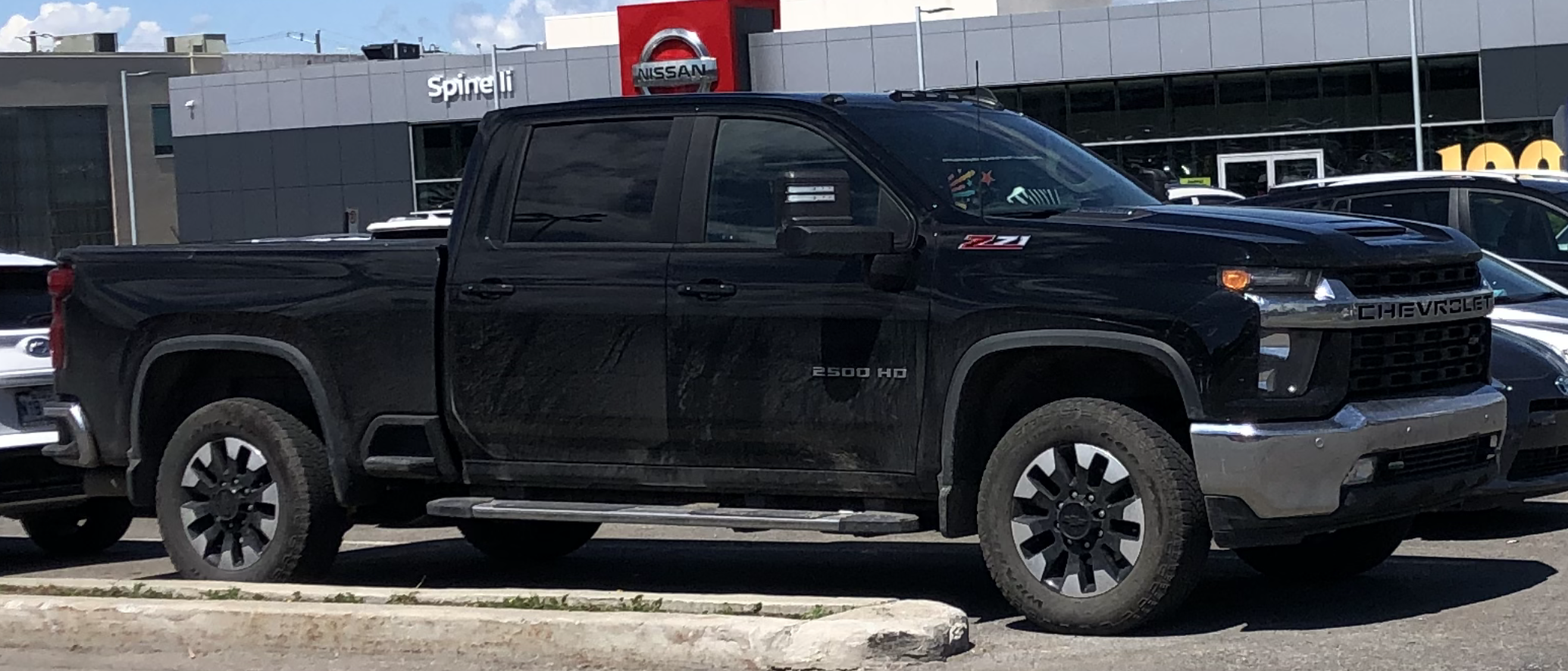
Een Chevrolet Silverado 2500 HD uit 2020

In 2019 eindigde de productie van de derde generatie 2500 en 3500 HD Silverado's. De vierde generatie Silverado HD kreeg ook een gehele restyling die gelijk was aan de 1500 Silverado. Alleen had de HD Silverado's een andere voorkant hadden en een sterkere motor. Ook gingen de eerste 1500 Silverado's met een enkele cabine de verkoop in. 
In 2020 kreeg de Silverado nieuwe elektrisch verstelbare spiegels. De duurdere versies konden uitgerust worden met Adaptive cruise control. 
In 2021 werden de motoren van de Silverado aangepast om het rijgedrag met aanhangers te verbeteren. Nieuwe functies waren een waarschuwingsfunctie voor als een aanhanger begon te slingeren en kon de boordcomputer uitrekenen hoe lang de Silverado werd met een aanhanger. Door de wereldwijde tekort op computerchips in 2021 werd de start/stopknop uit de Silverado verwijderd.
In 2022 kwam er een speciaal offroad pakket, de ZR2, voor de 1500 Silverado op de markt. Verder kwamen er kleine aanpassingen zoals een nieuwe plek voor de versnellingspook, kregen de duurdere versies een nieuw, vergroot informatiesysteem en kreeg de High Country een handsfree rijmodus. 
In 2023 werd er bekendgemaakt dat het ZR2 pakket ook op de Silverado 2500 en 3500HD beschikbaar zou komen. Voor de rest vonden er geen veranderingen plaats.
In 2024 komen er nieuwe aanpassingen voor de HD Silverado's. Zo krijgt de HD Silverado een nieuwe voorkant, een vergroot informatiesysteem, word de automaat met zes versnellingen geschrapt en Cruise Control komt beschikbaar op Silverado's die met aanhangers rijden. De duurdere versies krijgen draadloze opladers in de middenconsole.
Eind 2024 word de vijfde generatie van de Chevrolet Silverado gepresenteerd. De nieuwe Silverado komt waarschijnlijk in dezelfde configuraties als de huidige generatie, maar krijgt wel nieuwe motoren die het verbruik met 10% moeten verminderen.